# Kim Darby
Pour les articles homonymes, voir Darby.
Kim Darby est une actrice américaine, née le 8 juillet 1947 à Los Angeles, Californie (États-Unis).
Elle est principalement connue pour son rôle de Mattie Ross en 1969 dans Cent dollars pour un shérif de Henry Hathaway, où elle donne la réplique à John Wayne.

## Biographie

### Origines

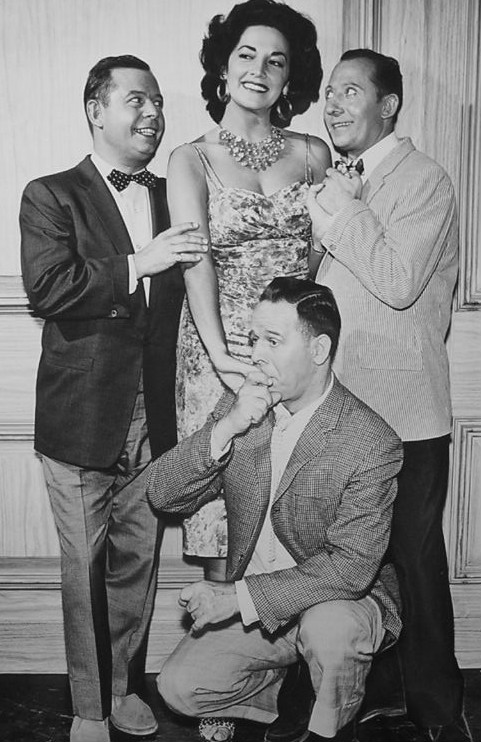
Les (les oncles maternels de Kim Darby) et Charla Regis, en 1962

Née à Los Angeles, Kim Darby s'appelle à sa naissance Deborah Zerby, en hommage à l'actrice Deborah Kerr. Elle est la fille des danseurs professionnels Inga — née Ingeborg Wiere en 1923 à Linz Oberösterreich en Autriche, mariée à l’âge de 16 ans, alors qu'elle était danseuse de ballet — et Jon C. Zerby, né sur la route à Thurber au Texas en 1914,,. Le couple forme un duo professionnel appelé les « Dancing Zerbys » ou les « Dancing Zerbies ».
Enfant de la balle, son père Jon est l'arrière-petit-fils d'un clown de cirque et le fils d'un danseur et comédien de vaudeville se produisant en famille sur scène.
Les frères de sa mère Inga — Sylvester, Herbert et Harry Wiere — sont des comédiens de vaudeville, sur scène puis à la télévision, connus sous le nom de Wiere Brothers (en), des années 1920 aux années 1960.

### Jeunesse
Après dix années en duo, le couple Zerby divorce quand Deborah a 2 ans, mais il poursuit encore quelque temps ensemble sa carrière. Alors que sa mère la réclame, la petite fille est confiée à son père qui danse partout dans le monde et la fait élever par les grands-parents paternels — Clyde et Mabel Zerby. Clyde Zerby, initialement dentiste puis organisateur de carnavals et de spectacles de cirques, travaille ensuite dans l'immobilier. Déborah quitte la maison de ses grands-parents à 18 ans.
Le père de Deborah la surnomme Derby : « Je pensais que Derby Zerby serait un grand nom de scène », dit-il, mais la jeune fille ne va pas l'entendra de cette oreille.

De 8 à 16 ans, son père lui fait suivre des cours de danse de ballet qu'elle déteste. Elle va au lycée puis à l'université de Van Nuys dans le Nord d'Hollywood.

### Carrière
Deborah Zerby commence par se produire en tant que chanteuse et danseuse sous le nom de Derby Zerby puis, estimant qu'elle ne peut « espérer de rôles importants et sérieux dans des films avec un nom comme Derby Zerby », elle prend pour prénom à 16 ans « Kim » — du nom d'une fille appréciée de tous qu'elle admirait dans son lycée — et pour nom « Darby », qui est une légère variante de Derby.
Darby commence à jouer au cinéma dès l'âge de 15 ans. Sa première apparition est celle d'une danseuse dans la comédie musicale Bye Bye Birdie (1963). Elle travaille aussi pour la télévision, notamment dans les séries Gunsmoke (1967) — épisodes « The Lure » et « Vengeance » — et Bonanza (1967) — épisode « The Sure Thing » — et dans la série initiale Star Trek (1966) — en jouant le rôle d’une jeune fille atteignant l'âge adulte sur une autre planète, dans l'épisode « Miri ». Sa carrière télévisuelle se poursuit. Elle  apparaît également dans l'épisode « Sein und Zeit » de X-Files (1999).
Parmi ses nombreux films, il y a : True Grit (en version française : Cent dollars pour un shérif, 1969) dans lequel elle remplace Mia Farrow qui s'était désistée craignant le caractère du réalisateur Henry Hathaway — elle y joue le rôle d’une adolescente de 14 ans alors qu'elle a en réalité 21 ans et y donne la réplique à John Wayne — ; The Strawberry Statement (Des Fraises et du sang, 1970) ; Norwood (1970) ; Le Seul et l'Unique (1978) ; Better Off Dead (1985) ; Halloween : la malédiction de Michael Myers (1995).
De manière générale, Darby joue des personnages sobres, retenus et introvertis ; elle est très rarement employée pour jouer des rôles de femme agréable ou joyeuse.
Darby a admis que sa carrière avait décliné après les années 1970, en partie parce qu'elle était devenue dépendante aux amphétamines.
Comme son père Jon — qui, après sa longue carrière de danseur itinérant, avait donné de nombreux cours de danse à Van Nuys — Kim Darby commence en 1990 à enseigner le théâtre dans la région de Los Angeles, puis devient instructrice au sein du programme d'extension de l'université de Californie à Los Angeles à partir de 1992.
En 2014, elle incarne Stacia Clairborne, témoin partiellement aveugle d'un crime, dans l'épisode « Prologue » de la série Perception.
Darby continue de faire des apparitions à la télévision et de faire des films occasionnellement.

### Vie privée
Kim Darby a été mariée deux fois. En 1968, elle épouse l'acteur James Stacy, avec qui elle a une fille, Heather Elias, née la même année. Leur mariage se termine par un divorce en 1969.
En 1970, elle épouse James Westmoreland et le mariage se termine également par un divorce après moins de deux mois.
Sa mère s'étant remariée à Beverly Hills, Darby a un demi-frère et une demi-sœur.

## Filmographie

### Cinéma
- 1963 : Bye Bye Birdie : une lycéenne
- 1965 : Fièvre sur la ville : Gussie
- 1965 : The Restless Ones : April
- 1969 : Cent Dollars pour un shérif (True Grit) : Mattie Ross
- 1969 : Generation (en) : Doris Bolton Owen
- 1970 : Des fraises et du sang (The Strawberry Statement) : Linda
- 1970 : Norwood : Rita Lee Chipman
- 1971 : Red Sky at Morning (en)
- 1971 : Pas d'orchidées pour miss Blandish (The Grissom Gang) : Barbara Blandish
- 1978 : Le Seul et l'Unique (The One and Only) de Carl Reiner : Mary Crawford
- 1985 : Gagner ou mourir (Better Off Dead...) : Jenny Meyer
- 1987 : Teen Wolf 2 : Pr Tanya Brooks
- 1995 : Halloween 6 : La Malédiction de Michael Myers (Halloween 6: The Curse of Michael Myers) : Debra Strode
- 1999 : The Last Best Sunday : Mme Summers
- 2000 : L'Affaire McNamara (NewsBreak) de Serge Rodnunsky : Frances Johnson
- 2001 : Pour l'amour de Katie (Mockingbird Don't Sing) : Louise Standon
- 2004 : You Are So Going to Hell! : Louise
- 2005 : The Storyteller : Mildy Torres
- 2007 : Cold Ones : Barbs
- 2014 : The Evil Within : Mildy Torres

### Télévision
- 1963 et 1965 : Mr. Novak (série) : Julie Dean / Judy Wheeler
- 1964 : The Farmer's Daughter (série) : Alexandra
- 1964 : The Eleventh Hour (en) (série) : Gina Fields
- 1964 : Le Jeune Docteur Kildare (série) : Patsy Carey / Sandy Kimball
- 1964 : La Grande Caravane (Wagon Train) (série) : Heather Heatherington
- 1965 : The Donna Reed Show (série) : Katy Dalton
- 1965 : The John Forsythe Show (série) : Deidre Miller
- 1965-1966 : Le Fugitif (The Fugitive) (série) : Sharon Wolfe / Ruth Simmons
- 1966 : Ben Casey (série) : Gail McBride
- 1966 : Star Trek, épisode Miri : Miri
- 1966 et 1968 : Match contre la vie (série) : Tina / Carol Sherman
- 1967 : The Road West (en) (série) : Sœur Marie Aimée
- 1967 : L’Homme de fer (Ironside) (série) : Ellen Wells
- 1967 : Des agents très spéciaux (The Man from U.N.C.L.E.) (série) : Sandy True
- 1967 : Gunsmoke (série) : Carrie Neely / Angel
- 1967 : Judd for the Defense (série) : Cassie Rossiter
- 1967 : Bonanza (série) : Trudy Loughlin
- 1968 : Flesh and Blood : Faye
- 1972 : L’Intruse (The People) : Melodye Amerson
- 1972 : Les Rues de San Francisco (The Streets of San Francisco) (série) : Holly Jean Berry
- 1973 : Les Créatures de l'ombre : Sally Farnham
- 1973 : Ghost Story (série) : Cindy
- 1973 : Love Story (série) : Ellie
- 1974 : The Story of Pretty Boy Floyd : Ruby Hardgrave
- 1974 : Docteur Marcus Welby (série) : Perry Stewart
- 1974 : Owen Marshall: Counsellor at Law (série) : Perry
- 1974 : The Story of Pretty Boy Floyd : Ruby Hardgrave
- 1974 : This Is the West That Was : Calamity Jane
- 1974 : Police Story (série) : Barbara Nations / Jennie Hill
- 1975 : Petrocelli (série) : Donna
- 1975 : Archer (série) : Leslie Griffith
- 1975 : Angoisse (série) : Helen
- 1975 : The Wide World of Mystery (série) : Helen Terrick
- 1975 : Baretta (série) : Anne
- 1975 : Good Salary - Prospects - Free Coffin : Helen
- 1976 : Le Riche et le Pauvre (Rich Man, Poor Man) (série) : Virginia Calderwood
- 1978 : Family (série) : Lily Barker
- 1979 : Flatbed Annie & Sweetiepie: Lady Truckers : Ginny LaRosa Fal
- 1979 : The Last Convertible (série) : Ann Rowan
- 1979 et 1982 : La croisière s'amuse (The Love Boat) (série) : Wendy / Sarah Curtis
- 1980 : Enola Gay: The Men, the Mission, the Atomic Bomb : Lucy Tibbets
- 1982 : L'Île fantastique (Fantasy Island) (série) : Rebecca Walters
- 1982 : The Capture of Grizzly Adams : Kate Brady
- 1983 : Close Ties : Evelyn
- 1983 : Summer Girl : Mary Shelburne
- 1983-1984 : Trapper John M.D. (série) : Cassie Thomas / Marsha Huber
- 1984 : E/R (série) : Mme Johnson
- 1984 : Hôtel (série) : Jean Lawrence
- 1984 : Drôle de vie (The Facts of Life) (série) : Doris Garrett
- 1984 et 1995 : Arabesque (Murder She Wrote) (série) : Laurie Bascomb / Joan Kemp
- 1985 : Les deux font la paire (Scarecrow and Mrs King) (série) : Elizabeth Sullivan
- 1985 : First Steps : Sherry Petrofsky
- 1985 : Embassy : Sue Davidson
- 1985 : Riptide (série) : Beverly
- 1986 : Harry Fox, le vieux renard (série) : Jenny Fenwick
- 1996 : Profiler (série) : Ilene Klinger
- 1999 : X-Files : Aux frontières du réel (série) : Kathy Lee Tencate
- 1999 : Becker (série) : Katherine
- 2001 : Le Monde des ténèbres (en) (Dark Realm) (série) : Tilly Lawless
- 2002 : For the People (série) : Janine Woods
- 2014 : Perception (série) : Stacia Clairborne